# Dialekty sztokawskie

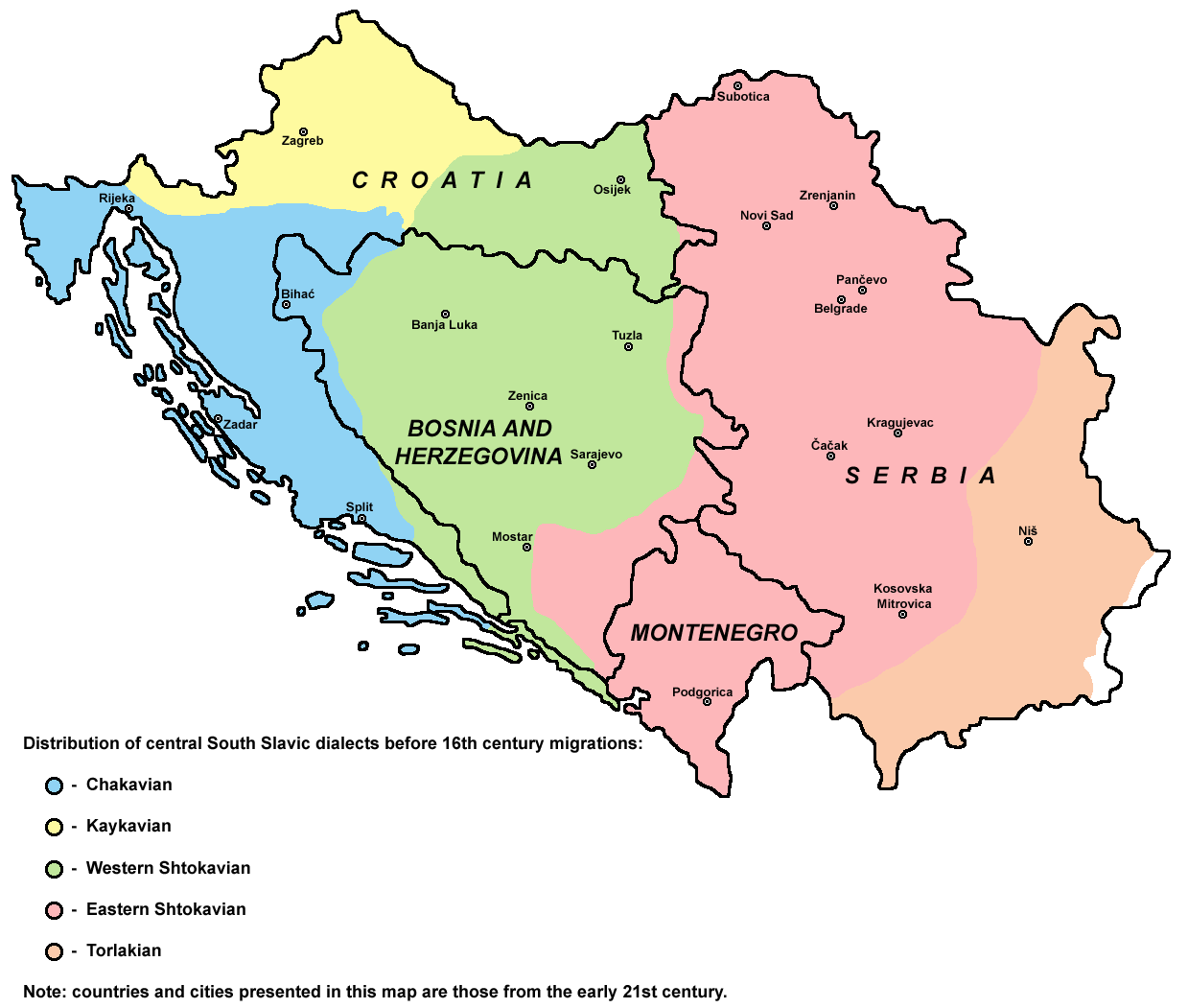
Rozmieszczenie ugrupowań dialektalnych języka serbsko-chorwackiego przed migracjami w XVI wieku

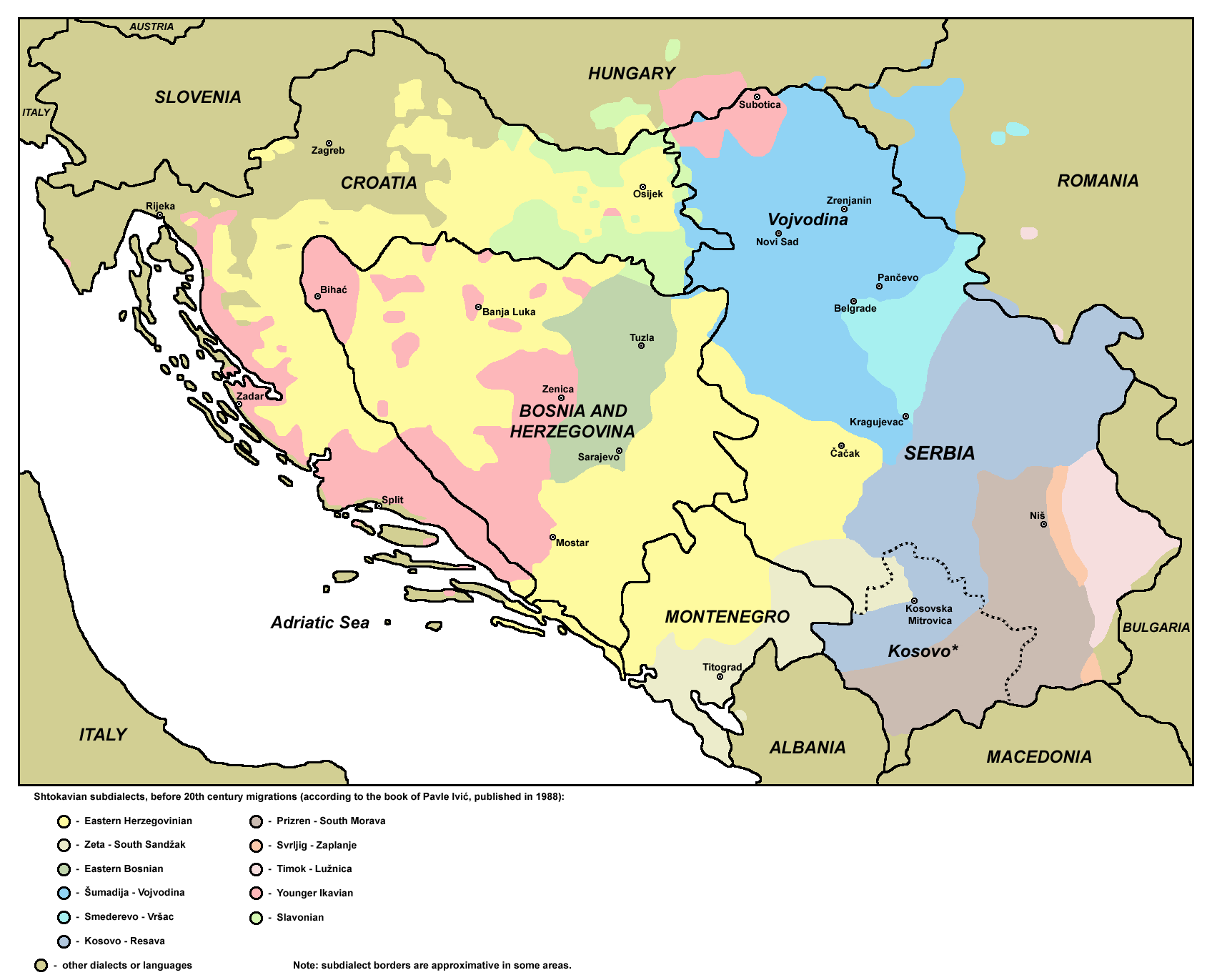
Dialekty sztokawskie

Dialekty sztokawskie lub narzecze sztokawskie (serb.-chorw. štokavsko nar(j)ečje) – jedno z trzech głównych ugrupowań dialektów języka serbsko-chorwackiego, jedno z ogniw południowosłowiańskiego kontinuum dialektalnego.
Dwa pozostałe ugrupowania dialektów serbsko-chorwackich to narzecze kajkawskie i czakawskie. Ich nazwy wywodzą się od odpowiednika zaimka pytajnego ‘co’, który w dialektach sztokawskich brzmi šta lub što i pochodzi z psł. *čьto, od XIV wieku z dysymilacją do što.
Na obszarze języka serbsko-chorwackiego występują trzy duże dialekty (względnie grupy dialektów): sztokawski, kajkawski i czakawski. Różnice między dialektami są na tyle poważne, że nie wszystkie z nich są wzajemnie zrozumiałe. Na dialektach sztokawskich, a w szczególności na dialekcie wschodniohercegowińskim oparto literacki język serbsko-chorwacki oraz wszystkie serbsko-chorwackie standardy literackie: serbski, chorwacki, bośniacki i czarnogórski.

## Cechy językowe
Większość charakterystycznych cech sztokawskich jest dzielona z językiem literackim. Są to przede wszystkim innowacje powstałe w okresie od XIII do XV wieku. Z cech fonetycznych można wskazać przede wszystkim:
- w dialektach nowosztokawskich cofnięcie prasłowiańskiego miejsca akcentu o jedną sylabę. Innowacji tej nie posiadają dialekty starosztokawskie, jak np. dialekt czarnogórski czy sławoński[4],
- rozwój prasłowiańskich jerów *ъ, *ь do jednej samogłoski a, jedynie w gwarach czarnogórskich zachował się na tym miejscu specjalny fonem kontynuujący pierwotne jery[4],
- rozwój psł. nosówek *ę i *ǫ w odpowiednio e i u[5],
- rozwój psł. *vъ- i *vь- w nagłosie w u-[6], np. ùnuk, ûš < psł. *vъnukъ, *vъšь[7],
- rozwój psł. sylabotwórczego *ĺ̥ i *l̥ w u[4], np. vûk, vȕna, pûk < psł. *vĺ̥kъ, *vĺ̥na, *pl̥kъ,
- kończące sylabę l przechodzi w o[4], np. petao, dop. petla,
- rozwój psł. *ť, *ď w ć i đ[4], które zachowują swoją odrębność fonemiczną,
- rozwój psł. *stj i *zdj w št i žd, jeśli nie liczyć wyjątkowych šć i žđ m.in. w gwarach wschodniej Bośni[6],
- wtórne jotowanie spółgłosek zwartych, zaświadczone od XVI wieku, np. nȅćāk < net-jak, grôblje < grob-je, nieznane gwarom czakawskim i kajkawskim[6],
- przejście grupy čr- w cr-[4], np. crn, crven,
- na dużym obszarze zanik fonemu χ[8], zachodząca od XVI wieku, który został zastąpiony przez j, v, g, k, f, ɣ, w zależności od pozycji[6].

W morfologii występuje szereg innowacji, są to między innymi:
- odmiana typu naći, nađem < nadjem < najdem[6],
- utworzenie nowej końcówki dopełniacza -ā[9],
- synkretyzm celownika, narzędnika i miejscownika w liczbie mnogiej[9] i używanie w ich miejscu końcówek pochodzących z liczby podwójnej[10], datowane na XVI wiek[6].

Większość z tych innowacji nie dosięgnęła gwar torlackich, a bardzo rzadko dosięgały gwar kajkawskich i czakawskich.

## Podział
jekawska
     ekawska
     ikawska

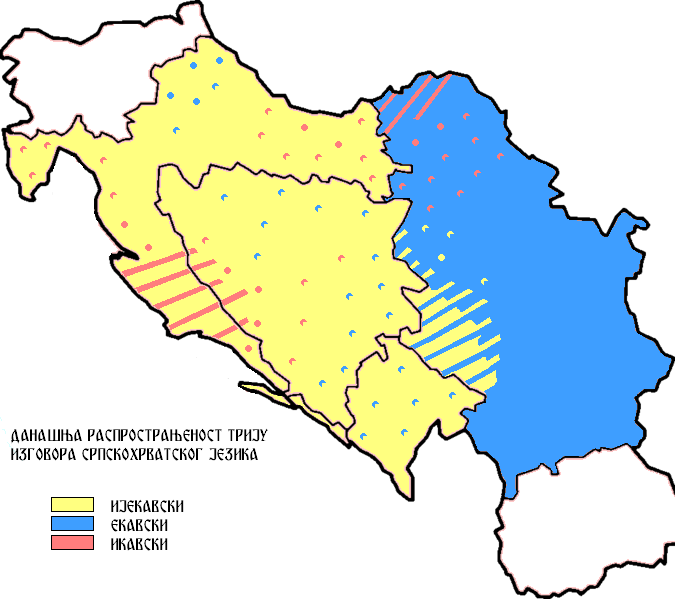
Współczesne granice wymowy jacia w dialektach serbsko-chorwackich:
jekawska
ekawska
ikawska

Ze względu na rozwój akcentuacji dialekty sztokawskie można podzielić na dialekty nowosztokawskie, objęte retrakcją akcentu oraz dialekty starosztokawskie, nie objęte nią, bądź objęte tylko częściowo.
Ze względu na wymowę psł. *ě (jać) wyróżnia się dialekty ekawskie z wymową typu mléko, vȅra, jekawskie z wymową typu mlijèko, vjȅra oraz ikawskie z wymową typu mlíko, vȉra.
Spośród dialektów sztokawskich wyodrębnia się następujące ugrupowania gwarowe:
- dialekt wschodniohercegowiński[11][12],
- dialekt szumadyjsko-wojwodiński[11][12],
- dialekt czarnogórski[11][12],
- dialekt kosowsko-resawski[11][12],
- dialekt młodszy ikawski[11][12],
- dialekt wschodniobośniacki[12], niekiedy uznawany też za poddialekt dialektu wschodniohercegowińskiego[13],
- dialekt slawoński[11][12].

Często do grupy dialektów sztokawskich zalicza się też dialekty torlackie nazywane wówczas średniosztokawskimi, choć w innych klasyfikacjach jest to odrębne ugrupowanie dialektalne. Do tych dialektów należą:
- dialekt prizreńsko-południowomorawski[12],
- dialekt svrljisko-zaplański[12],
- dialekt timocko-łużnicki[12].

Wątpliwości budzi dialekt ikawski Istrii, do którego należą też używane głównie we Włoszech gwary molizańsko-chorwackie, który bywa klasyfikowany jako dialekt sztokawski, czakawski lub też jako dialekt przejściowy sztokawsko-czakawski.